# Tiếng Ả Rập Libya
Tiếng Ả Rập Libya (tiếng Ả Rập: ليبي, đã Latinh hoá: Lībī), còn được gọi là Tiếng Ả Rập Sulaimit, là một phương ngữ tiếng Ả Rập được nói tại Libya. Có thể chia tiếng Ả Rập Libya thành hai khu vực phương ngữ chính; phương ngữ phía đông tại Benghazi và Al Bayda; và phương ngữ phía tây tại Tripoli và Misrata. Phương ngữ phía đông còn được sử dụng tại mạn tây Ai Cập.

## Phiên âm
Việc chuyển tự tiếng Ả Rập Libya sang ký tự Latinh gặp phải một số vấn đề. Đầu tiên là ngay cả tiếng Ả Rập chuẩn cũng không có một chuẩn chuyển tự. Việc chỉ sử dụng IPA không đủ để thể hiện cách phát âm. Ngoài ra, các cách chuyển tự Latinh của tiếng Ả Rập chuẩn không có các ký hiệu để biểu thị tất cả các âm trong tiếng Ả Rập Libya. Vì vậy, một số âm được bổ sung như sau:
| IPA | DIN mở rộng |
| --- | ----------- |
| ɡ   | g           |
| oː  | ō           |
| eː  | ē           |
| ə   | ə           |
| zˤ  | ż           |
| ʒ   | j           |

## Lịch sử
Hai sự kiện lịch sử ảnh hưởng tới phương ngữ đã được ghi lại: người nhập cư Hilalia-Sulaimi, và những người Ả Rập nhập cư từ Tây Ban Nha Hồi giáo đến Bắc Phi sau reconquista. Tiếng Ả Rập Libya cũng chịu ảnh hưởng đáng kể của tiếng Ý và với một mức độ ít hơn là tiếng Thổ Nhĩ Kỳ. Một nền tảng tiếng Berber cũng hiện diện.

## Sử dụng
Phương ngữ Libya chiếm ưu thế khi nói tại Libya. Nó cũng được dùng trong dân ca truyền thống, các vở kịch truyền hình, các bài hát và trong phim hoạt hình của Libya. Tiếng Ả Rập Libya cũng được những người Libya không thuộc sắc dân Ả Rập sử dụng như là một ngôn ngữ giao tiếp. Tiếng Ả Rập Libya thường không được viết, các sách báo thường dùng tiếng Ả Rập chuẩn, nhưng tiếng Ả Rập Libya là ngôn ngữ chính để châm biếm, hay để ghi chép dân ca cổ truyền. Ngoài ra nó cũng được sử dụng trong các diễn đàn trên Internet.

## Âm vị
Trong tất cả các phương ngữ Bedouin, âm {q} của tiếng Ả Rập chuẩn dùng để diễn tả âm {ɡ}, ngoại trừ các từ mượn từ tiếng Ả Rập chuẩn trong thời gian gần đây. Trong phương ngữ miền tây, các phụ âm xát khe răng /θ ð ðˤ/ hợp nhất tương ứng với các âm tắc răng /t d dˤ/. Các phương ngữ miền đông vẫn phân biệt hai dạng, nhưng có khuynh hướng thay thế /dˤ/ với /ðˤ/.
Các nguyên âm e và o chỉ xuất hiện ở dạng âm dài. Điều này được giải thích là có nguồn gốc từ các nguyên âm đôi trong tiếng Ả Rập cổ với việc /eː/ thay thế /ai/ và /oː/ thay thế /au/. Trong một số phương ngữ miền đông, âm cổ /ai/ được chuyển thành /ei/ và /au/ thành /ou/.

## Liên hệ với các phương ngữ Ả Rập khác
Tiếng Ả Rập Libya thông hiểu lẫn nhau ở một mức độ cao với tiếng Ả Rập Tunisia và các phương ngữ Ả Rập tại miền đông Algeria. Tuy nhiên phần lớn những người nói các phương ngữ Ả Rập ở phía đông, bao gồm người Ai Cập, gặp khó khăn để hiểu phương ngữ này. Người Libya thường thay thế một số từ vựng để khiến chúng trở nên dễ hiểu hơn khi nói chuyện với những người nói tiếng Ả Rập khác, đặc biệt là tại khu vực Trung Đông. Các từ thay thế thường là mượn từ tiếng Ả Rập chuẩn hay tiếng Ả Rập Ai Cập.